# Patrick Kristensen
Patrick Kristensen (født 28. april 1987) er en dansk professionel fodboldspiller. Patrick Kristensen spiller for superligaklubben AaB.
Han fik æren i at score AaB's mål nr. 1000 i Superligaen, da han scorede til 1-1 i AaB-BIF d. 25. oktober 2009. Han spillede sin kamp nr. 100, da AaB vandt 3-0 over HB Køge.

## Baggrund
Han er søn af den tidligere AaB-, AGF- og Silkeborg-spiller, Ole Kristensen.
Patrick Kristensen boede i Storvorde nær Aalborg indtil 2006 og gik på Tofthøjskolen i Storvorde.

## Karriere
Han spillede i Storvorde-Sejlflod Boldklub, indtil han som drengespiller skiftede til AaB.

### AaB
Patrick Kristensen debuterede 26. oktober 2005 i en Superliga-kamp mod Odense Boldklub, der endte 0-2 til gæsterne fra AaB. Han scorede i samme kamp sit første mål for AaB. I sin debutsæson spillede han to kampe, begge fra start. Debuten som spiller for førsteholdet kom overraskende, og han havde på daværende tidspunkt kun trænet en enkelt gang med førsteholdstruppen. Den efterfølgende sæson gav flere optrædener for førsteholdet, og endte ved sæsonens udgang med at have spillet 11 kampe, hvoraf de ni af dem som indskifter, med et mål og to assister til følge.
I de efterfølgende sæsoner spillede Patrick Kristensen flere og flere kampe, og bed sig fast som en del af truppen. Han vandt sammen med AaB det danske mesterskab i fodbold i 2007-08. I oktober 2008 underskrev Kristensen en 1-årig forlængelse. Patrick Kristensen skrev igen i sommeren 2009 under på en forlængelse af sin kontrakt, der varede i fire år mere. Patrick Kristensen spillede i sæsonerne omkring hans forlængelse regelmæssigt, i sæsonen 2009/10 med 10 kampe fra start og 11 som indskifter.
Patrick Kristensen forlængede sin kontrakt igen i foråret 2013, så den nu løber frem til 30. juni 2016, som igen den 7. januar 2016 blev forlænget frem til 30. juni 2018.

## Titler
- AaB
  - Superligaen: 2007/08
  - Superligaen: 2013/14
  - DBU Pokalen: 2014